# 南白街道
南白街道，是中华人民共和国贵州省遵义市播州区下辖的一个街道办事处。
2016年10月11日，贵州省人民政府批复同意撤销南白镇，设置南白街道，辖白锦社区、南白社区、娄山社区、南园社区、象山社区、民主社区，办事处驻南白社区。

## 行政区划
南白街道下辖以下地区：
南白社区、南园社区、白锦社区、娄山社区、象山社区和民主村。